# 信息技术

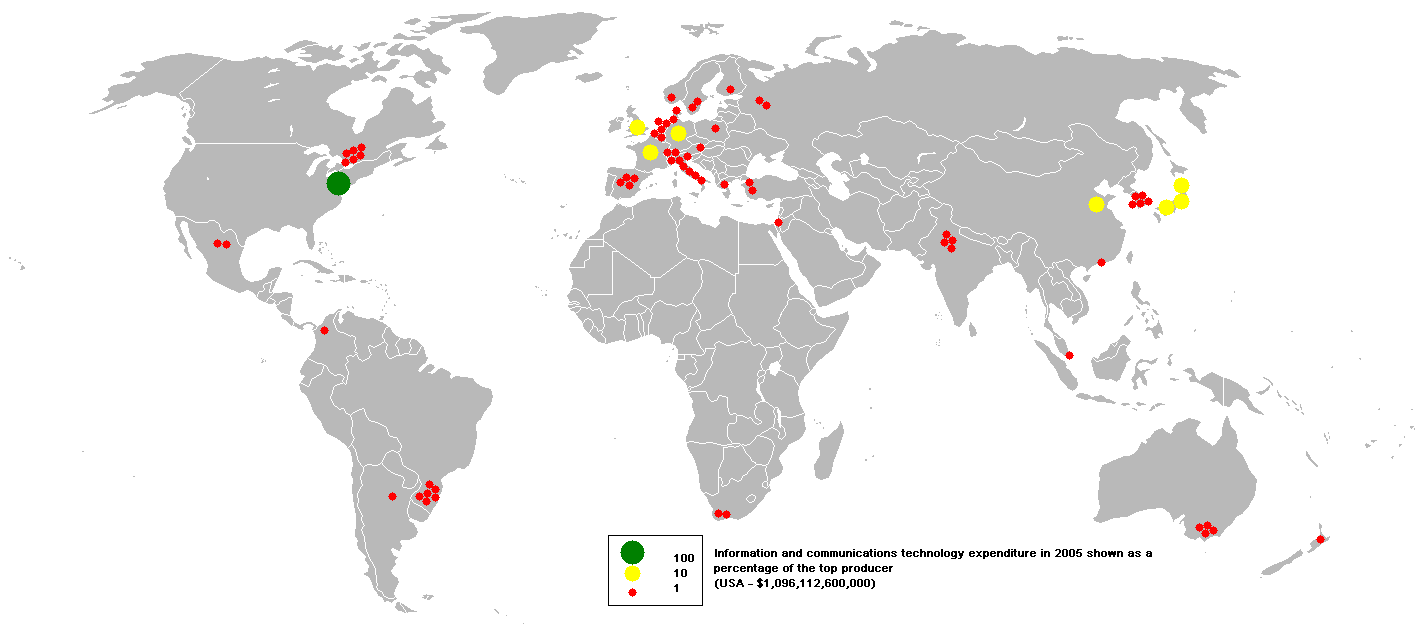
2005年世界各地用於信息技術的投資

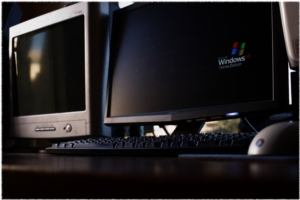
個人電腦

信息技术（英語：Information Technology，縮寫：IT）是主要用于管理和處理信息所採用的各種技術總稱，主要是應用计算机科学和通信技術来設計、開發、安装和部署信息系統及應用軟件。依照存儲和處理信息的不同，可以將信息技術的發展分為幾個不同的階段：前機械時期（公元前3000–公元1450）、機械時期（1450–1840）、機電時期（1840–1940）及電子時期（1940–現時）。
在商業領域中，美國資訊技術協會（ITAA）定義資訊科技為「對於以電腦為基礎之資訊系統的研究、設計、開發、應用、實現、維護或應用。」。此領域相關的任務包括網路管理、軟體開發及安裝、針對組織內資訊科技生命週期的計劃及管理，包括軟硬體的維護、升級和更新。
資訊科技一詞最早是出現在1958年《哈佛商業評論》中，一篇由Harold J. Leavitt及所著的文章，其中提到「這種新技術還沒有一個單一的名稱，我們應該將其稱為資訊科技（information technology）」。

## 範圍

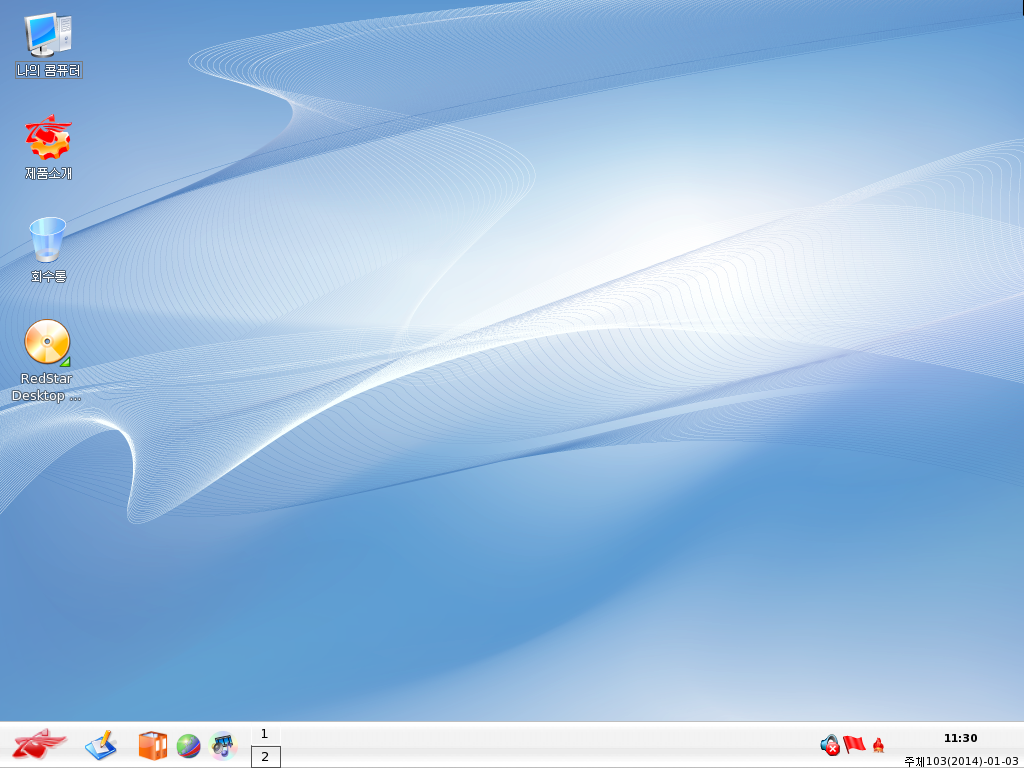
朝鮮紅星操作系统

信息技术的研究包括科学、技术、工程与管理学等学科，这些学科在信息的管理、传递和处理中的应用，相关的软件和设备及其相互作用。
信息技术的应用包括计算机硬件与软件、网络与通讯技术、应用软件开发工具等。计算机与互联网普及以来，人们日益普遍地使用计算机来生产、处理、交换与传播各种形式的信息（如书籍、商业文件、报刊、唱片、电影、电视节目、语音、图形、影像等）。

## 應用

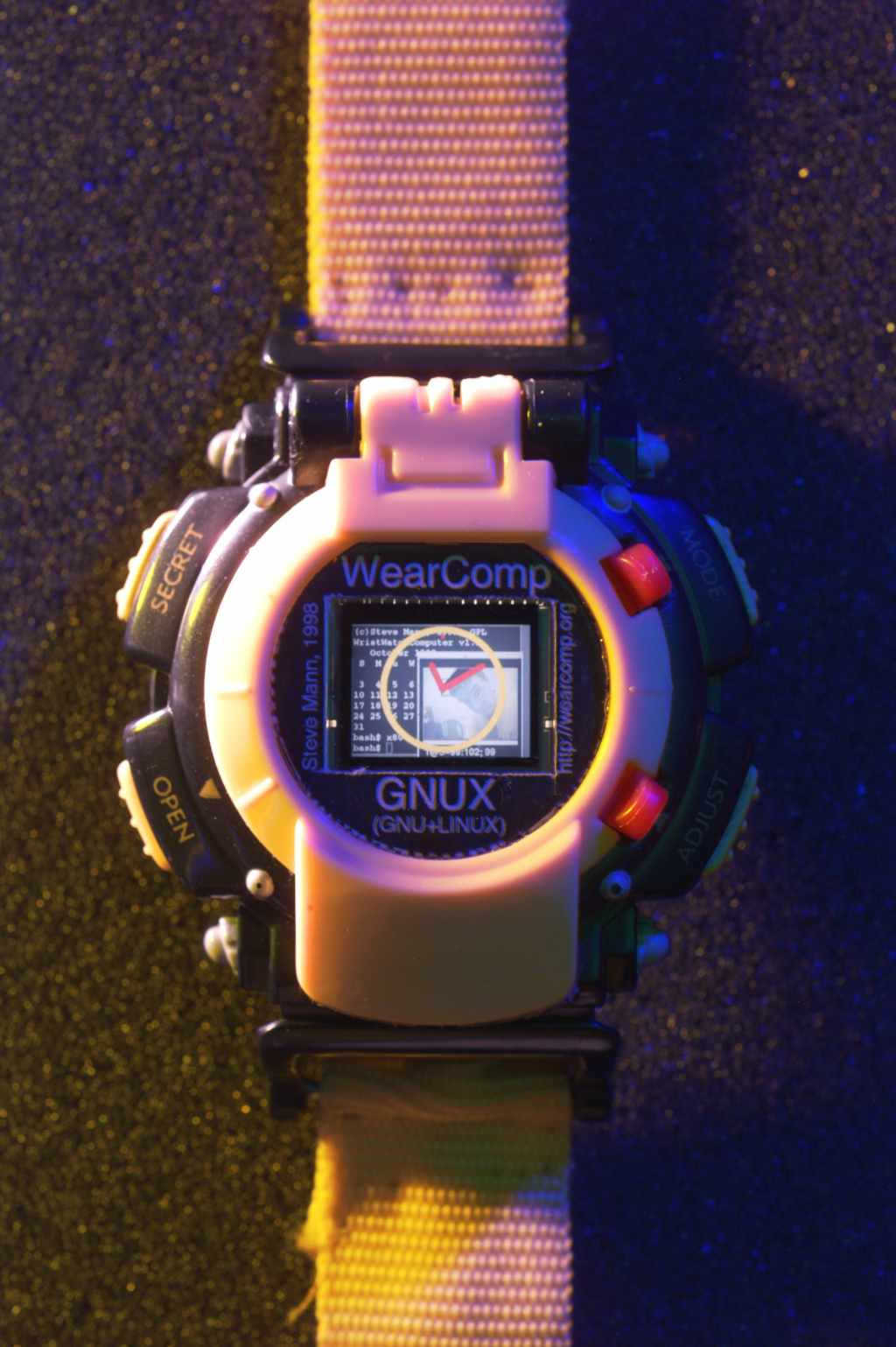
搭載Linux系統的wristwatch手錶電腦

在企业、学校和其它组织中，信息技术体系结构是为了达成战略目标，而采用和发展信息技术的综合结构。它包括管理和技术的成分。其管理成分包括使命、职能与信息需求、系统配置、和信息流程；技术成分包括用于实现管理体系结构的信息技术标准、规则等。由于计算机是信息管理的中心，计算机部门通常被称为「信息技术部门」。有些公司称这个部门为「信息服务」（IS）或「管理信息服务」（MIS）。另一些企业选择外包信息技术部门，以获得更好的效益。

## 資料存儲
像Colossus電腦這樣的早期電子計算機是利用穿孔纸带來儲存資料。這是一種長條形紙帶，上面一系列孔表現資料，這種技術早已過時。現代計算機所使用的資料儲存介質可追溯到第二次世界大戰，當時是使用水銀製成的延遲線存儲器，開發目的是為了移除雷達的背景雜波，但只能循序存取。第一個可隨機存取的數位儲存裝置是基於標準陰極射線管的威廉姆斯管，但儲存在其中的資訊是易失性（volatile）的，必須定期刷新（refresh）；並且電力一旦中斷，資訊就會丟失。最早的非易失性儲存器是在1932年發明的磁鼓，用在費蘭蒂1號，這也是世界上第一台商業化的通用型電子計算機。
IBM在1956年推出了第一個硬碟驅動器，作為其IBM 305 RAMAC計算機系統的一個組件。現今大部份的資料存儲在硬碟中，或是CD-ROM等光學介質中。直到2002年，大多数資訊仍以類比裝置為主要儲存裝置，但那一年數位裝置容量首次超过了類比裝置。截至2007年，全球儲存的資料中有近94％採用數位方式進行：硬碟为52％，光學裝置为28％，數位磁帶为11％。據估計，全球電子裝置資訊儲存容量从1986年的不到3艾字节（EB）增長到2007年的295艾字節，約每3年翻一番。

### 資料庫

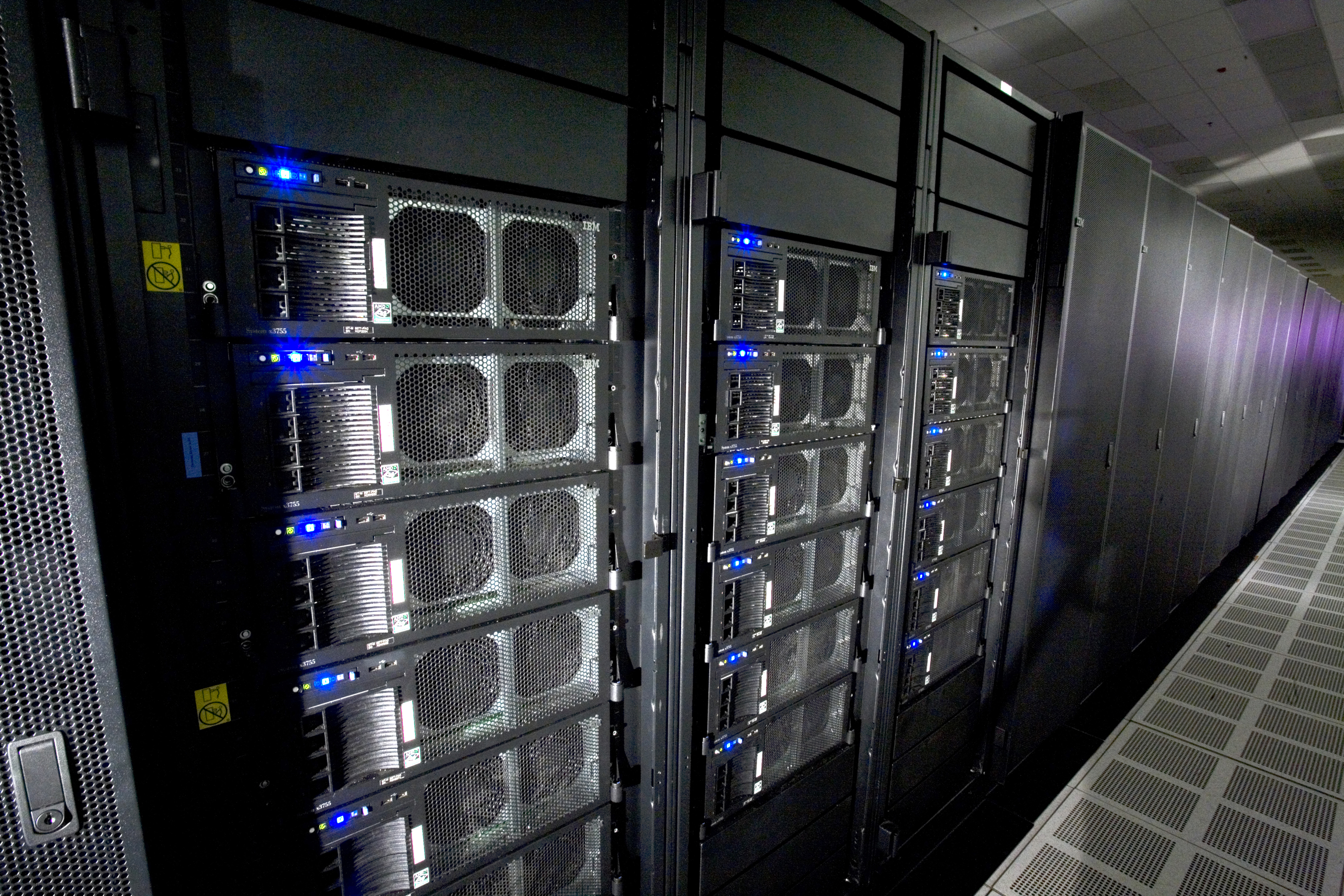
超級計算機-走鵑

資料庫管理系統在上世紀60年代出現，以準確快速地存取和檢索大量數據。最早的此類系統之一為IBM的資訊管理系統（IMS），50多年後仍廣泛部屬。IMS以層次方式儲存資料，但七十年代埃德加·科德提出了另一種基於集合论、謂詞邏輯以及類似表格、行、列概念的關係型儲存模型，首個商用關係型資料庫管理系統（RDBMS）由甲骨文公司于1980年開發。
資料庫管理系統包括眾多組件，在保持資料完整性的同時允許多個用戶同時存取。所有資料庫的特徵之一是其位於資料庫模式中的資料結構與資料本身分開定義和儲存。
近年來XML已成為常見的資料格式。儘管XML可以儲存在普通的文件系統中，但通常以關係型資料库形式儲存，以利用其「在理論與實踐方面耗時多年最終被證實的強健性」。隨著SGML的演進，XML基於文字結構的優點在機器和人類可讀性方面均得到了體現。

## 資料檢索
關連式資料庫的概念引入了与程式語言無關的結構化查詢語言（SQL），是以關係代數為其基礎。
「資料」（data）和「資訊」（information）有著不同的内涵。只要是儲存的内容都可以稱為資料，但這其中仅有以組織及有意義的方式呈現的才是資訊。世界上大部份的資料沒有結構，儲存在不同的實體介質中。資料倉儲在1980年代起開始興起，目的是整合這些不同來源的資料。一般是包括來自不同來源的資料，包括外部資料庫（例如網際網路）再加以組織，可以供像決策支援系統類的系統。

## 數據傳輸
數據傳輸有三種不同的層面：發送、传播及接收。可以大致區分為資訊單向傳遞的廣播，以及資訊雙向傳遞的電信。
自從2000年代初期，越來越多的應用利用XML為數據交換的媒介，特別是像網站導向通信協議（像SOAP）中用到的機器交互，描述的是「在傳送中的數據......而不是靜止不動的數據。」。這種用途的一個挑戰是將數據由關連式數據庫轉換為文檔對象模型（DOM）的結構。

## 數據處理
Hilbert及Lopez發現了數據技術改變帶來的指數級成長（也就是摩尔定律），1986年至2007年間，每人平均的專用機器數據處理量每14個月會增加一倍，每人平均的泛用計算機數據處理量每18個月會增加一倍，每人平均的總電信量每34個月會增加一倍，每人平均的數據存儲量每40個月會增加一倍，每人平均的廣播數據量每12.3年會增加一倍。
全世界每天都會產生大量的數據，不過若沒有加以分析，並且用有效的方式呈現，數據本質上就像放在「數據墳墓」中一様。「很少用到的數據備存」。為了此議題，數據挖掘在1980年代的後期興起，其概念就是從大量的數據中發現有趣的模式及知識。

## 不同觀點下的信息技术

### 學術觀點
在學術上，计算机协会定義信息技术為：「培養學生符合商業、政府、醫療、學校、及其他組織電腦技術需求的大學學程，信息技术專員需選擇適合組織的硬體及軟體，將這些產品和組織的需求及基礎架構結合，為組織中的電腦用戶安裝應用程序，並客製化及進行維護。」

### 商業觀點
在商業上，美國信息技術協會定義信息技術為：「研究、設計、開發、應用、實現、支持或管理以計算機為基礎的信息系統。」。此領域工作人員的職責有網絡管理、軟件開發及安裝、規劃及管理組織的技術生命週期，也就是哪些硬件及軟件需要維護、安裝或是替換。
信息技術的商業價值是在商業流程的自動化、提供決策需要的信息、連接企業及其客戶、提供有生產力的工具以提昇效率
| 分類         | 2014費用 | 2015費用 |
| ------------ | -------- | -------- |
| 設備         | 685      | 725      |
| 數據中心系統 | 140      | 144      |
| 企业級軟件   | 321      | 344      |
| 信息技術服務 | 967      | 1,007    |
| 电信服務     | 1,635    | 1,668    |
| 共計         | 3,749    | 3,888    |

### 倫理觀點
信息倫理的概念是由數學家諾伯特·維納在1940年代建立。以下一些和信息技術有關的內容：
- 下載一些未經版權所有人同意的文件，造成著作權的侵犯。
- 僱主監控員工的電子郵件及其他網絡使用。
- 廣告電子郵件。
- 黑客存取線上數據庫。
- 網站在用戶的電腦中安裝Cookie或间谍软件，監控用戶的線上活動。

### 引用
1. ↑  Butler, Jeremy G., , University of Arizona,   [2 August 2012], （原始内容存档于2020-11-05）
2. 1 2  Proctor (2011)，preface.
3. ↑  Leavitt, Harold J.; Whisler, Thomas L., , Harvard Business Review, 1958, 11  [2013-05-06], （原始内容存档于2020-11-28）
4. 1 2  The Joint Task Force for Computing Curricula 2005.Computing Curricula 2005: The Overview Report (pdf) 的存檔，存档日期21 October 2014.
5. ↑  Alavudeen & Venkateshwaran (2010)，第178頁
6. ↑  Lavington (1998)，第1頁
7. ↑  , Resurrection (The Computer Conservation Society), Summer 1992, 1 (4)  [19 April 2008], ISSN 0958-7403, （原始内容存档于2017-08-28）
8. ↑  Universität Klagenfurt (编), , Virtual Exhibitions in Informatics,   [21 August 2011], （原始内容存档于2006-06-21）
9. ↑  , University of Manchester,   [24 January 2009], （原始内容存档于2008年11月21日）
10. ↑  Khurshudov (2001)，第6頁
11. ↑  Wang & Taratorin (1999)，第4–5頁.
12. ↑  Wu, Suzanne, , USC News (University of Southern California),   [10 September 2013], （原始内容存档于2019-05-01）
13. 1 2 3  Hilbert, Martin; López, Priscila, , Science, 1 April 2011, 332 (6025): 60–65  [10 September 2013], PMID 21310967, doi:10.1126/science.1200970, （原始内容存档于2015-09-24）
14. ↑  . The Economist.   [2015-02-28]. （原始内容存档于2012-01-18）.
15. 1 2 3  Ward & Dafoulas (2006)，第2頁
16. ↑  Olofson, Carl W.,  (PDF), IDC, October 2009  [7 August 2012], （原始内容存档 (PDF)于2014-06-17）
17. 1 2  Ward & Dafoulas (2006)，第3頁
18. ↑  Pardede (2009)，第2頁.
19. 1 2  Pardede (2009)，第4頁.
20. ↑  Kedar (2009)，第1–9頁
21. ↑  van der Aalst (2011)，第2頁
22. ↑  Dyché (2000)，第4–6頁
23. ↑  Weik (2000)，第361頁
24. 1 2  Pardede (2009)，第xiii頁.
25. ↑  Lewis (2003)，第228–31頁.
26. ↑  Han, Kamber & Pei (2011)，第5頁
27. ↑  Han, Kamber & Pei (2011)，第xxiii頁
28. ↑  , Gartner,   [2 January 2013], （原始内容存档于2013-10-05）
29. ↑  Bynum (2008)，第9頁.
30. ↑  Reynolds (2009)，第20–21頁.

## 外部連結
- 資訊科技概論課程 （页面存档备份，存于）
- 開放式課程：科技與文化
- 開放式課程：整合電子系統與全球資訊系統